# Łza wyobraźni
Łza wyobraźni – jedyny singiel polskiego zespołu hip-hopowego 3xKlan. Wydany w 1997 roku przez oficynę S.P. Records celem promocji albumu Dom pełen drzwi.

## Lista utworów
Opracowano na podstawie materiału źródłowego.
1. „Pozytywka” – 4:31
2. „Pozytywka (bez chórów)” – 4:07
3. „Łza wyobraźni (nowa wersja)” – 3:49
4. „Łza wyobraźni (stara wersja)” – 3:53
5. „Łza wyobraźni (wersja instrumentalna)” – 3:47

## Twórcy
Opracowano na podstawie materiału źródłowego.
- Sebastian „Rahim/rahiM-o-Logus” Salbert – produkcja, wokal, słowa
- Arkadiusz „Bak” Juńczyk – wokal, słowa
- Mateusz „Matho Radamez” Rajda – wokal, słowa
- „Mephiston” – oprawa graficzna
- Stefan Sendecki – keyboard
- Aneta Karkus – wokal wspierający
- Izabela Korpikiewicz – wokal wspierający
- Michał Kuczera – realizacja nagrań, miksowanie
- Grzegorz Zawada – realizacja nagrań, miksowanie
- Bożena Cichecka – asystowanie przy oprawie graficznej